# HS효성첨단소재
HS효성첨단소재(HS Hyosung Advanced Materials)는 HS효성그룹의 계열사이자 타이어코드, 탄소섬유 등을 제조하는 대한민국의 소재 기업이다 대표이사는 임진달, 성낙양이다
 탄소섬유 생산을 늘리고 있으며 현재 효성첨단소재의 탄소섬유 생산능력은 세계 1위인 토레이(Toray) 대비 50% 수준이다

## 역사
2023년 한국앤컴퍼니 경영권 분쟁에서 지분을 확보해서 조현범 회장 측의 우호지분으로 참여하였다
2025년 타이어 스틸코드 사업 부문 매각을 추진

## 같이 보기
- 효성그룹

## 참고문헌
1. ↑  정유현, "효성첨단소재 서프라이즈, 1Q 본업 턴어라운드" -신한투자, 비즈트리뷴, 2024.04.29
2. ↑  김민성, 화섬간판 내린다②효성첨단소재 '탄소섬유야! 믿는다',  《비즈니스워치》 2023.11.30
3. ↑  정민희, 효성첨단소재, 조용수 대표이사 선임, 비지니스코리아, 2023.03.20
4. ↑  이용성, 효성첨단소재, 일찍 가동된 새 탄소섬유 플랜트…실적 개선 전망-IBK,  《이데일리》 2023.12.08
5. ↑  노정동, 조양래, 한국앤컴퍼니 추가 매수…'사촌' 효성도 백기사 참전, 한경닷컴, 2023-12-18
6. ↑  HS효성 '타이어 소재' 매각작업 순항 매일경제 2025-03-20